# Bobby Ryan
Robert "Bobby" Shane Ryan (Cherry Hill, 17 de março de 1987) é um norte-americano ex-jogador profissional de hóquei no gelo.
Ele foi selecionado pelo Anaheim Ducks como a segunda escolha geral no draft da NHL de 2005. Além dos Ducks, ele também jogou pelo Ottawa Senators e Detroit Red Wings na National Hockey League (NHL).

## Carreira como jogador

### Junior
Depois de ganhar títulos nacionais com seu time de hóquei junior, o Los Angeles Junior Kings, Ryan inicialmente se comprometeu a jogar pelo Programa de Desenvolvimento da Equipe Nacional de Hóquei dos EUA no nível sub-18. Apesar de dizer aos times da Ontario Hockey League (OHL) que não jogaria no nivel júnior, Ryan foi selecionado pelo Owen Sound Attack como a sétima escolha geral no Draft da OHL de 2003. Ele foi finalmente persuadido a jogar pelo time e imediatamente começou sua carreira com uma campanha de novato de 39 pontos na temporada de 2003–04. Após melhorar para 89 pontos na temporada seguinte, Ryan foi selecionado como a segunda escolha geral pelo Anaheim Ducks no Draft da NHL de 2005.

### Profissional

#### Anaheim Ducks
Ryan encerrou sua carreira na OHL após a temporada de 2006–07. Após a eliminação nos playoffs, ele foi designado pelos Ducks para o Portland Pirates da American Hockey League (AHL) para os últimos oito jogos da temporada de 2006–07. Ele começou a temporada de 2007–08 com os Ducks, marcando seu primeiro gol na NHL em sua estreia contra o Los Angeles Kings em Londres. Ryan, no entanto, foi enviado de volta a Portland após quatro jogos. Ele foi novamente convocado em 7 de março de 2008, quando uma lesão na perna de Corey Perry o afastou pelo restante da temporada regular.

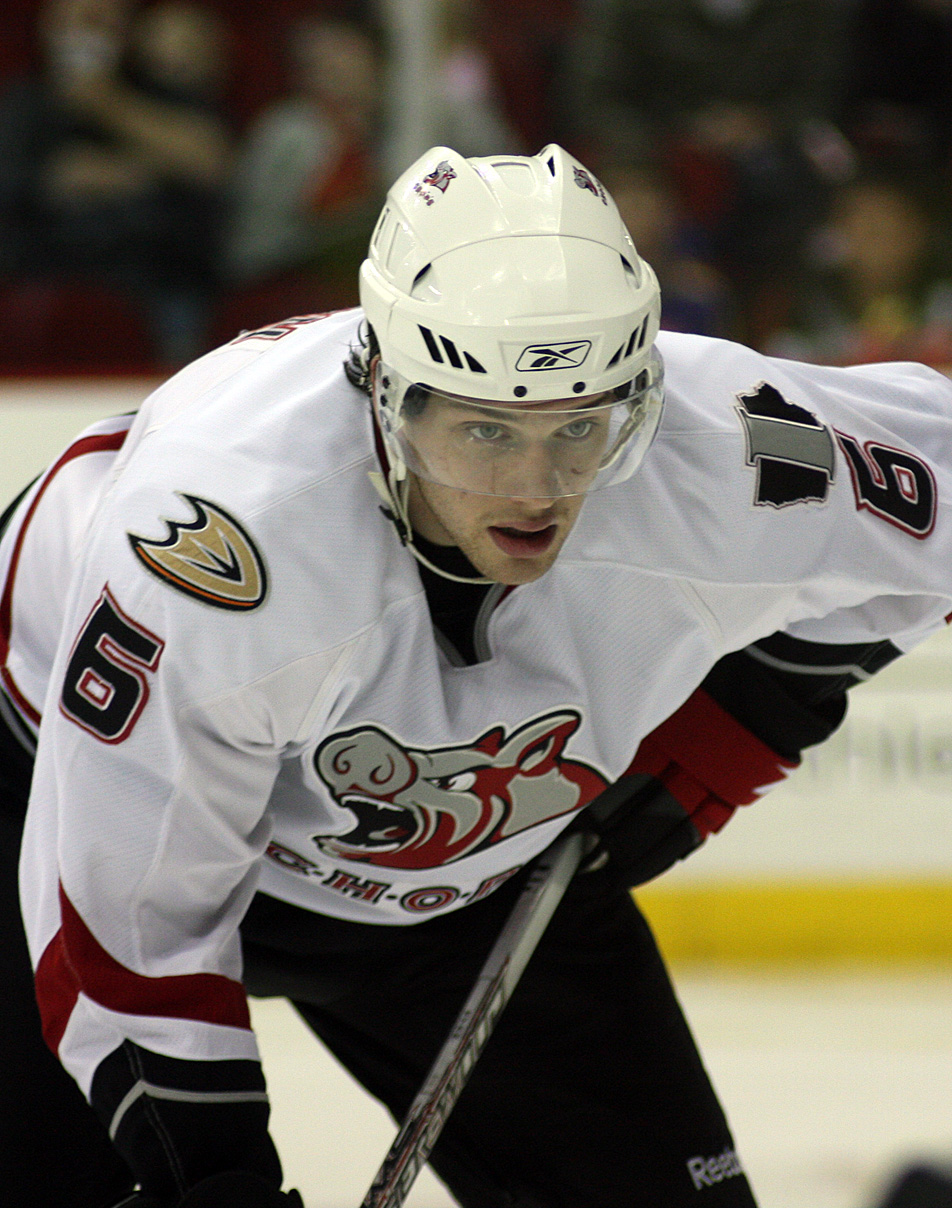
Ryan com os Iowa Chops em novembro de 2008.

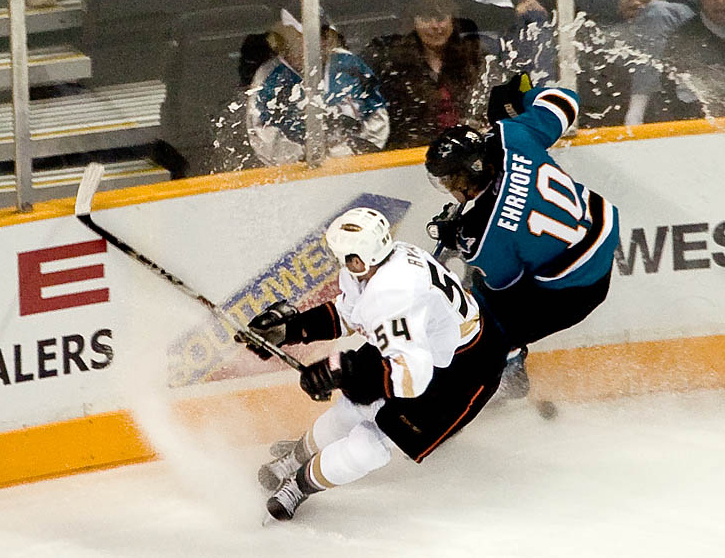
Ryan batalhando pelo puck com Christian Ehrhoff em 2007.

Na temporada seguinte, 2008–09, Ryan mais uma vez fez parte do elenco inicial, mas foi enviado para o novo afiliado dos Ducks na AHL, o Iowa Chops, devido a questões relacionadas ao teto salarial. Ele foi convocado durante a temporada e registrou um hat trick, o primeiro de sua carreir, em 8 de janeiro de 2009, contra o Los Angeles Kings no Staples Center, em uma derrota por 4–3. Com isso, ele se tornou o primeiro novato na história dos Ducks a registrar um hat trick, sendo o mais rápido de qualquer jogador na história de 15 anos da franquia. Em 22 de março de 2009, Ryan quebrou o recorde de pontos de um novato na franquia, estabelecido por Dustin Penner, ao marcar duas assistências para seu 46º ponto em uma vitória sobre o Phoenix Coyotes.
Em 22 de abril de 2009, Ryan foi nomeado finalista do Troféu Memorial Calder, o prêmio dado ao melhor novato da liga, junto com Steve Mason, do Columbus Blue Jackets, e Kris Versteeg, do Chicago Blackhawks — Mason acabou vencendo o prêmio.
Em 14 de setembro de 2010, pouco antes da temporada de 2010–11, os Ducks assinaram uma extensão de contrato de cinco anos e US$25,5 milhões com Ryan. Em 12 de dezembro, durante um jogo contra o Minnesota Wild, o canhoto Mikko Koivu roubou o taco de Ryan enquanto estava na zona ofensiva dos Ducks, onde o destro Ryan pegou o taco de Koivu e marcou um gol com ele. A jogada foi posteriormente nomeada a número um na lista "Top 10 NHL Oddities" do SportsCentre da TSN.

#### Ottawa Senators
Em 5 de julho de 2013, Ryan foi adquirido pelo Ottawa Senators. Ele registrou 23 gols em sua primeira temporada com os Senators, uma temporada abreviada por lesão. Em 27 de março de 2014, foi anunciado via Twitter que ele passaria por uma cirurgia de hérnia no final da temporada para reparar uma lesão que ele vinha lidando desde novembro de 2013.
Em 2 de outubro de 2014, os Senators anunciaram que haviam assinado uma extensão de contrato de sete anos e US$50,7 milhões com Ryan, um acordo que o manteria na equipe até a temporada de 2021–22. Ryan respondeu com sua primeira participação no All-Star Game, após ser selecionado para representar o Team Foligno no All-Star Game de 2015 em Columbus, Ohio, em 25 de janeiro de 2015.
Ryan enfrentou dificuldades durante a temporada de 2016–17, somando apenas 25 pontos em 62 jogos enquanto também lidava com lesões. No entanto, ele provou ser um trunfo para a equipe nos playoffs da Stanley Cup de 2017, marcando quatro gols em seis jogos durante a primeira rodada contra o Boston Bruins, ajudando os Senators a avançarem para a segunda rodada contra o New York Rangers. Ele terminou os playoffs com seis gols e nove assistências, enquanto os Senators foram eliminados na dupla prorrogação do Jogo 7 das finais da Conferência Leste contra o Pittsburgh Penguins.
Na temporada de 2019–20, Ryan perdeu aproximadamente três meses enquanto participava de um programa de assistência a jogadores da NHL. Posteriormente, ele revelou que havia entrado no programa devido a problemas contínuos com abuso de álcool. Ele voltou à ação na NHL em 25 de fevereiro de 2020, em um jogo fora de casa contra o Nashville Predators. Em seu primeiro jogo em casa após a reabilitação, dois dias depois, Ryan fez manchetes ao marcar seu quinto hat trick na carreira. Em 7 de setembro, Ryan foi premiado com o Troféu Memorial Bill Masterton pela NHL por perseverança e dedicação ao hóquei.
Em 26 de setembro de 2020, Ryan foi dispensado e se tornou um agente livre pela primeira vez em sua carreira.

#### Detroit Red Wings
Em 9 de outubro de 2020, no primeiro dia da agência livre, Ryan assinou um contrato de um ano e US$1 milhão com o Detroit Red Wings.
Ryan marcou seu primeiro gol pelos Red Wings em uma vitória por 4-2 contra o Carolina Hurricanes em 16 de janeiro de 2021.

## Carreira na seleção
Ryan jogou pelos Estados Unidos no Campeonato Mundial Sub-20 de 2006, onde a equipe perdeu para a Finlândia na disputa pela medalha de bronze, terminando em quarto lugar.
Quatro anos depois, Ryan foi selecionado para a equipe dos EUA para os Jogos Olímpicos de Inverno de 2010 em Vancouver, em 1º de janeiro de 2010. Ele marcou o primeiro gol dos EUA no torneio contra seu então companheiro de equipe do Anaheim Ducks, Jonas Hiller, da Suíça. A equipe dos EUA acabou perdendo para o Canadá na final, conquistando uma medalha de prata para Ryan e os americanos. Ele marcou um gol e deu uma assistência no torneio.
Em 2014, Ryan foi preterido pela equipe de hóquei olímpico dos EUA, apesar de seu desempenho forte durante a primeira metade da temporada de 2013–14. Essa exclusão gerou uma certa controvérsia em torno do desempenho de Ryan e da equipe olímpica dos EUA.

## Vida pessoal
Ryan nasceu Robert Shane Stevenson Jr. em Cherry Hill, New Jersey, e cresceu em Collingswood.
Em 29 de outubro de 1997, o pai de Ryan, Bob Stevenson, agrediu gravemente a sua mãe, Melody, em um acesso de raiva causado pelo álcool, deixando-a hospitalizada com quatro costelas quebradas, uma fratura no crânio e um pulmão perfurado. O pai de Ryan foi acusado de tentativa de homicídio e fugiu para o Canadá. Sua esposa mais tarde o perdoou e ela e Bobby se juntaram a ele no Canadá, vivendo sob nomes falsos. Stevenson escolheu o sobrenome Ryan após assistir ao filme O Resgate do Soldado Ryan, e seu filho o adotou. A família eventualmente se mudou para El Segundo, Califórnia, para que Ryan pudesse jogar em um sistema de hóquei juvenil de elite. Em fevereiro de 2000, o pai de Ryan, que havia sustentado a família como apostador profissional, foi preso em casa pelo Serviço de Delegados dos Estados Unidos.
Em dezembro de 2022, Ryan se juntou como co-apresentador de um podcast baseado no Ottawa Senators chamado "Coming in Hot" com Brent Wallace e Jason York. Em abril de 2024, após Ryan fazer dezenas de postagens controversas nas redes sociais insultando esportes femininos, Ryan e o podcast "Coming in Hot" se separaram.

## Estatísticas da carreira
| 2006–07    | Portland Pirates  | AHL        | 8   | 3   | 6   | 9   | 6   | —  | —  | —  | —  | —  |
| 2007–08    | Anaheim Ducks     | NHL        | 23  | 5   | 5   | 10  | 6   | 2  | 0  | 0  | 0  | 2  |
| 2007–08    | Portland Pirates  | AHL        | 48  | 21  | 28  | 49  | 38  | 16 | 8  | 12 | 20 | 18 |
| 2008–09    | Iowa Chops        | AHL        | 14  | 9   | 10  | 19  | 19  | —  | —  | —  | —  | —  |
| 2008–09    | Anaheim Ducks     | NHL        | 64  | 31  | 26  | 57  | 33  | 13 | 5  | 2  | 7  | 0  |
| 2009–10    | Anaheim Ducks     | NHL        | 81  | 35  | 29  | 64  | 81  | —  | —  | —  | —  | —  |
| 2010–11    | Anaheim Ducks     | NHL        | 82  | 34  | 37  | 71  | 61  | 4  | 3  | 1  | 4  | 2  |
| 2011–12    | Anaheim Ducks     | NHL        | 82  | 31  | 26  | 57  | 53  | —  | —  | —  | —  | —  |
| 2012–13    | Mora IK           | Allsv      | 11  | 10  | 3   | 13  | 8   | —  | —  | —  | —  | —  |
| 2012–13    | Anaheim Ducks     | NHL        | 46  | 11  | 19  | 30  | 17  | 7  | 2  | 2  | 4  | 0  |
| 2013–14    | Ottawa Senators   | NHL        | 70  | 23  | 25  | 48  | 45  | —  | —  | —  | —  | —  |
| 2014–15    | Ottawa Senators   | NHL        | 78  | 18  | 36  | 54  | 24  | 6  | 2  | 0  | 2  | 0  |
| 2015–16    | Ottawa Senators   | NHL        | 81  | 22  | 34  | 56  | 28  | —  | —  | —  | —  | —  |
| 2016–17    | Ottawa Senators   | NHL        | 62  | 13  | 12  | 25  | 24  | 19 | 6  | 9  | 15 | 14 |
| 2017–18    | Ottawa Senators   | NHL        | 62  | 11  | 22  | 33  | 14  | —  | —  | —  | —  | —  |
| 2018–19    | Ottawa Senators   | NHL        | 78  | 15  | 27  | 42  | 33  | —  | —  | —  | —  | —  |
| 2019–20    | Ottawa Senators   | NHL        | 24  | 5   | 3   | 8   | 22  | —  | —  | —  | —  | —  |
| 2020–21    | Detroit Red Wings | NHL        | 33  | 7   | 7   | 14  | 27  | —  | —  | —  | —  | —  |
| NHL totals | NHL totals        | NHL totals | 866 | 261 | 308 | 569 | 470 | 51 | 18 | 14 | 32 | 18 |